# Оселедець (гурт)
«Оселедець» — український пост-панк гурт заснований українцями з міста Ельблонг в 1985-му році, ставши першим українським гуртом у даному жанрі.

## Історія

### Ситуація у тогочасній Польщі
Тогочасна Польща, переживши важку економічну кризу (1976-1980), була дуже ослаблена, що дало поштовх демократичній опозиції, яка, маючи підтримку із сторони простого народу, сильно давила на соціалістичний уряд, вимагаючи більше і більше демократичних реформ. Тоді польська цензура ослабла, що відкрило двері різним молодіжним субкультурам, у тому числі і рокерам, які користуючись такою відносною свободою змогли сформувати у Польщі одну із найбільших рок сцен у країнах соцтабору. 

### Історія гурту
Ідея створення українського авангардистського гурту зародилася серед двох українських музикантів з міста Ельблонг  — Богданом Петрухою та Мареком Фолусевичем, які вже до того грали у різних місцевих гуртах, однак вони хотіли якось виділитися із маси української музичної діаспори, яка була дуже консервативна у питаннях музики, тому було прийнято грати щось таке, що б рвало всі канони української традиційної музики. Згодом була знайдена вокалістка  — Ольга Наконечна, яка хоч і була етнічною українкою, але мала сильний акцент, що у майбутньому стало певною особливістю гурту серед українських слухачів, що не входили до діаспори. Але найголовнішим питанням стало написання слів для пісень, адже ніхто із наявних на той час учасників гурту не володів настільки досконало українською мовою, щоб написати вірш, тоді ж до справи підключилася Лариса Шост (співзасновниця музичного видання «Відрижка»), яка попросила свого однокурсника по україністиці Богдана Гука написати декілька віршів для гурту. У майбутньому слова для пісень писав також інший студент україністики Ігор Марушевич.
Гурт «Оселедець» остаточно сформувався у 1985-му році, тоді вони й вперше виступили на молодіжному ярмарку української діаспори у місті Сопот, що неподалік Гданська, де вони викликали шок у публіки, адже, як вже зазначалося, українська діаспора була дуже консервативна у питаннях культури, у тому числі і музики, а подібна музика, яка при цьому базувалася на тоді дуже молодому британському стилі, дуже не сподобалася публіці, що не просто підбило моральний дух групи, а й позбавило їх даху над головою, адже представники діаспори, які надавали гурту репетиційну базу із всією апаратурою, прогнали їх після концерту. Згодом новою репетиційною базою для гурту став підвал одної з українських греко-католицьких церков.
Подальші два роки гурт активно виступав на андеграунд сценах по всій Польщі, зібравши чималу фан. базу серед молоді української діаспори та польських поціновувачів андеграунду, але на батьківщині, яка тоді була республікою СРСР, вони досі лишалися невідомими. 
Символічно, що розвалився гурт там, де міг зникнути ще три роки назад, коли місцева публіка проганяла їх зі сцени — тоді після двох останніх концертів у місті Сопот у 1987-му році, гурт розвалився, адже засновники гурту Богданом Петрухою та Мареком Фолусевичем емігрували із Польщі. Згодом виявилося, що «Оселедець» був не тільки першим українським пост-панк гуртом, а й одним з перших на всьому пострадянському просторі.

## Вплив та подальша популярність
Як відзначав співзасновник лейблу «Koka Records» Володимир Наконечений, «Оселедець» не став чимось дуже вибуховим, але гармонійним продовженням хвилі, ставши натхненням для багатьох українських неформальних музикантів діаспори.
В Україні про «Оселедець» вперше почули у 1989-му році, коли «Koka Records» видали свій перший каталог, який відкривали треки гурту «Оселедець», адже «Koka Records», працюючи з декількома андеграунд гуртами з України, мали яку не яку базу шанувальників. Але справжню відомість серед вузьких андеграунд кругів в Україні «Оселедець» отримав у 2000-х роках, коли інтернет вже не був чимось недосяжним, і багато ентузіастів почали заливати у відкритий доступ треки даного гурту, поширюючи його серед однодумців.

## Дискографія
На жаль, але у нас не збереглися альбоми даного гурту, навіть їхні назви та послідовність, єдині збережені уривки їхньої творчості є видання каталогу «Koka Records» у 1989-му році, де були зібрані всі знайдені записи із концертів гурту «Оселедець», відкриваючи собою каталог. Сьогодні ж різні ентузіасти активно займаються пошуком та оцифруванням їхніх пісень у архівах «Koka Records».

### Перелік відновлених пісень гурту, що є у відкритому доступі
- «Політика»
- «Україна 86»
- «Церкви горять»
- «Наші люди»
- «Пісня повії»
- «Ішов навпростець»
- «Хто благословив незрячі очі?»
- «Коли виростуть ядерні гриби?»